# لويس بامبيرغر
لويس بامبيرغر (بالإنجليزية: Louis Bamberger)‏ هو شخصية أعمال ورائد أعمال أمريكي، ولد في 15 مايو 1855 في بالتيمور في الولايات المتحدة، وتوفي في 11 مارس 1944.